# The Prince and the Showgirl
The Prince and the Showgirl (br: O Príncipe Encantado) é um filme de comédia romântica britânico de 1957, estrelado por Marilyn Monroe e Laurence Olivier, que também atuou como diretor e produtor. O roteiro, escrito por Terence Rattigan, foi baseado em sua peça de teatro de 1953, The Sleeping Prince. A produção foi filmada nos Pinewood Studios, em Buckinghamshire.
Apesar de não repetir o sucesso comercial de filmes anteriores de Marilyn Monroe, como The Seven Year Itch e Bus Stop, The Prince and the Showgirl conquistou popularidade significativa no Reino Unido, mas teve desempenho modesto nos Estados Unidos. Ainda assim, o filme conseguiu gerar um lucro substancial, mesmo sem alcançar o mesmo impacto de outros trabalhos da atriz. 

## Sinopse
O arrogante e pretensioso Príncipe da Carpathia (Laurence Olivier) vai a Londres para a coroação de 1911 do Rei George V. Em uma visita a um teatro, ele conhece Elsie Marina (Marilyn Monroe) e fica encantado com ela, uma mulher de poucos encantos sociais mas cheia de senso de humor e uma aparência deslumbrante. E assim fica claro que os opostos realmente se atraem quando ele convida Elsie para um jantar á noite que vai acabar virando um jogo cheio de confusões e situações embaraçosas de quem vai seduzir quem.

## Produção

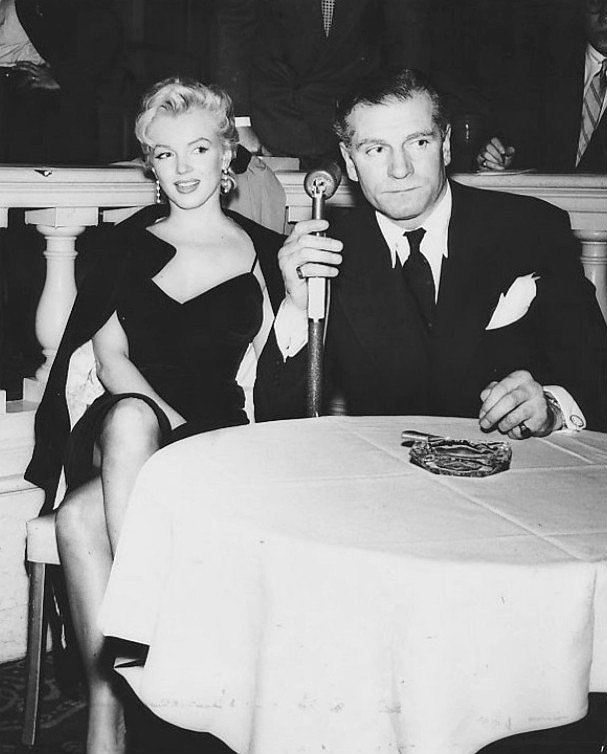
Marilyn Monroe e Laurence Olivier em uma coletiva de imprensa anunciando sua parceria.

The Prince and the Showgirl foi produzido e dirigido por Laurence Olivier. Filmado em Technicolor nos Pinewood Studios, o filme contou com Marilyn Monroe, que formou sua própria empresa, Marilyn Monroe Productions, por meio da qual adquiriu os direitos de The Sleeping Prince, de Terence Rattigan. Olivier e Vivien Leigh desempenharam os papéis principais na produção original da peça, em Londres.
A produção foi marcada por dificuldades entre Monroe, seus colegas de elenco e a equipe de produção. Segundo Jean Kent, Monroe "parecia suja e desgrenhada" e "nunca chegava na hora, nunca dizia uma fala da mesma maneira duas vezes, parecia completamente incapaz de atingir suas marcas no set e não podia e não fazia nada sem consultar sua treinadora de atuação, Paula Strasberg". Kent ainda afirmou que testemunhou seu colega de elenco Richard Wattis, que apareceu em várias cenas com Monroe, "começar a beber porque as tomadas tinham que ser repetidas muitas vezes". Além disso, Monroe teve um relacionamento desconfortável com o normalmente calmo e plácido diretor de fotografia Jack Cardiff, que relatou que Olivier a chamava de "vadia".
Olivier também teria demonstrado forte antipatia por Monroe e por Strasberg, a quem expulsou do set em determinado momento, o que fez com que Monroe se recusasse a continuar filmando até que Strasberg fosse chamada de volta. A relação entre Olivier e Monroe piorou quando ele lhe disse para "tentar ser sexy". De acordo com Kent, as dificuldades de Olivier com Monroe fizeram com que ele "envelhecesse 15 anos".
Donald Sinden, astro contratado da Rank Organisation no Pinewood Studios, tinha um camarim permanente a apenas quatro portas de distância do de Monroe durante as filmagens, embora estivesse trabalhando em outro filme. Sinden contou: "Ela ainda estava lidando com os efeitos do método de atuação, então um dia pedi para o pessoal dos adereços fazerem um aviso e colocar na minha porta, que dizia: 'Gabinete da Academia Nazak [nome invertido de Kazantzakis]. Você também pode ser inaudível. Egos novos sobrepostos. Motivações paralisadas. Chutes de pedras imaginárias eliminados. 'Um's' e 'Er's' tornados obsoletos. Lema: 'Embora seja um método, tem loucura nisso.'  Fiquei esperando dentro do meu camarim e logo ouvi os passos dela e de sua equipe. Eles pararam do lado de fora e, de todos, a única pessoa que eu ouvi rir foi ela. A porta se abriu e Monroe entrou, batendo a porta na cara de seus assistentes. A partir daquele momento, sempre que ela não sabia lidar com seus problemas — o que acontecia muito — ela vinha até mim para conversar e dar uma risadinha. Claro, ela era deslumbrante como símbolo sexual, mas, infelizmente, ela parecia ser uma das mulheres mais tolas que eu já conheci".
Monroe teve uma dublê de corpo inglesa, não creditada, para o filme, uma jovem modelo cujo nome artístico era Una Pearl. A informação foi divulgada na revista Picturegoer, em 18 de agosto de 1956.

## Elenco
- Marilyn Monroe ... Elsie Marina
- Laurence Olivier ... Príncipe da Carpathia
- Sybil Thorndike ... Rainha Dowager
- Richard Wattis    ...     Northbrook
- Jeremy Spenser    ...     Rei Nicolas
- Esmond Knight    ...     Hoffman
- Paul Hardwick    ...     Major Domo
- Rosamund Greenwood    ...     Maud
- Aubrey Dexter    ...     O embaixador
- Maxine Audley    ...     Lady Sunningdale
- Harold Goodwin    ...     Call Boy
- Andreas Malandrinos    ...    Bagageiro com violino
- Jean Kent    ...     Masie Springfield
- Daphne Anderson    ...     Fanny
- Gillian Owen    ...     Maggie

## Recepção
Bosley Crowther, crítico do New York Times, destacou que a maior promessa de The Prince and the Showgirl está no contraste entre seus protagonistas: Sir Laurence Olivier, um ator shakespeariano renomado, e Marilyn Monroe, o símbolo de Hollywood. Essa combinação inusitada gera expectativa e humor inicial, mas o filme não sustenta seu potencial. Crowther critica o roteiro, adaptado da peça de Terence Rattigan, por ser repetitivo e pouco envolvente, com personagens que carecem de profundidade. Olivier é limitado a um príncipe enfadonho e estereotipado, enquanto Monroe interpreta uma showgirl superficial, mais uma de suas “belas esquisitices”. Apesar de atuações de apoio competentes e uma produção visual elegante, o crítico conclui que os personagens principais são monótonos e o filme decepciona ao não explorar melhor as habilidades de seus astros.
A crítica da Variety destaca que The Prince and the Showgirl, primeira produção independente de Marilyn Monroe, é uma comédia agradável, mas prejudicada por seu ritmo lento. Diferentemente do que o título sugere, a trama não segue o clichê de uma história de Cinderela. A performance de Olivier, também responsável pela direção e produção, é elogiada por ser impecável, enquanto Monroe brilha no papel da dançarina aparentemente ingênua, mostrando talento cômico e arrancando risadas com gestos simples. Apesar de limitações no ritmo, o filme consegue explorar bem as forças de seus protagonistas.
No agregador de críticas Rotten Tomatoes, na pontuação onde a equipe do site categoriza as opiniões da grande mídia e da mídia independente apenas como positivas ou negativas, tem um índice de aprovação de 56% calculado com base em 9 comentários dos críticos. Por comparação, com as mesmas opiniões sendo calculadas usando uma média aritmética ponderada, a nota alcançada é 5,7/10.